# BBÖ ET 11
Die Reihe BBÖ ET 11 war ein elektrisch angetriebener Schnelltriebwagen der BBÖ.

## Fahrzeuggeschichte
Trotz der Weltwirtschaftskrise der 1930er Jahre existierte noch genügend zahlungskräftiges Publikum, das vor allem nach Salzburg, ins Gasteinertal sowie in die Wintersportorte Zell am See und Innsbruck reisen wollte. Um dafür geeignete Schnellverbindungen zu schaffen, bestellte die BBÖ zwei elektrisch angetriebene Triebwagen, deren wagenbaulicher Teil dem des Dieseltriebwagens VT 42 entsprach. Beide Triebwagen wurden 1936 von der Simmeringer Waggonfabrik geliefert. Der Probebetrieb auf der Tauernbahn Salzburg–Spittal und von Zell am See nach Badgastein verlief positiv. Die Fahrzeuge kamen auch bei den Fahrgästen sehr gut an.
1938 reihte die Deutsche Reichsbahn die Fahrzeuge als ET 42 ein, eine Nachbestellung unterblieb aufgrund der veränderten politischen Situation. Nach dem Zweiten Weltkrieg bezeichneten die ÖBB sie als 4042.01–02, der bei einem Bombenangriff schwer beschädigte 4042.02 konnte erst 1950 wieder in Betrieb genommen werden. Sie wurden jetzt auf der Strecke Attnang-Puchheim−Salzburg eingesetzt. Durch die fortschreitende Elektrifizierung bedienten sie schließlich Schnellverbindungen Linz–Salzburg und Wien–Salzburg, welche die Triebwagen jedoch überforderte. In dieser Zeit wurde die störanfällige Steuerung umgebaut.
1954 wurde 4042.01 modernisiert und fortan ständig mit dem Steuerwagen 6042.01 gekuppelt, der den zweiten Führerstand des Triebwagens erhielt. Zwischen den Fahrzeugen wurde ein Faltenbalgübergang sowie an den Fronten zweiteilige Stirnfenster eingebaut. 1957 folgte die zweite Einheit. Die Fahrzeuge fuhren nun im Schnellverkehr Klagenfurt – München sowie anschließend im Regionalverkehr im Raum Villach. Da ihre geringe Leistungsfähigkeit einen Einsatz mit zusätzlichen Wagen nicht erlaubte, übernahmen lokbespannte Züge sowie die stärkeren Triebwagen der Reihe 4130 den Städteschnellverkehr.
1966 wurden sie an die Steiermärkischen Landesbahnen (StLB) verkauft, die sie – in ihren damaligen Hausfarben gelb/rot lackiert und als ET 11 und ET 12 bezeichnet – auf der Strecke Peggau–Übelbach einsetzten. Die Triebwagen erhielten nun wieder den zweiten Führerstand eingebaut und verkehrten ohne Steuerwagen. Es folgten einige Umbauten, beispielsweise wurde durch eine Änderung der Getriebeübersetzung eine Zugkrafterhöhung im unteren Geschwindigkeitsbereich erreicht, die Höchstgeschwindigkeit jedoch auf 80 km/h verringert.
Seit ihrer Ausmusterung 1996 befinden sich die Fahrzeuge im Besitz des Vereins Nostalgiebahnen in Kärnten (NBiK), der sie betriebsfähig aufarbeitete. Im Oktober 2014 wurden erste Probefahrten mit dem 4042.01 absolviert. Der Triebwagen hat wieder eine Farbgebung in Elfenbein/Blau erhalten. Am 28. April 2016 erhielt er seine erneute Netzzulassung und wird bei Sonderfahrten eingesetzt.

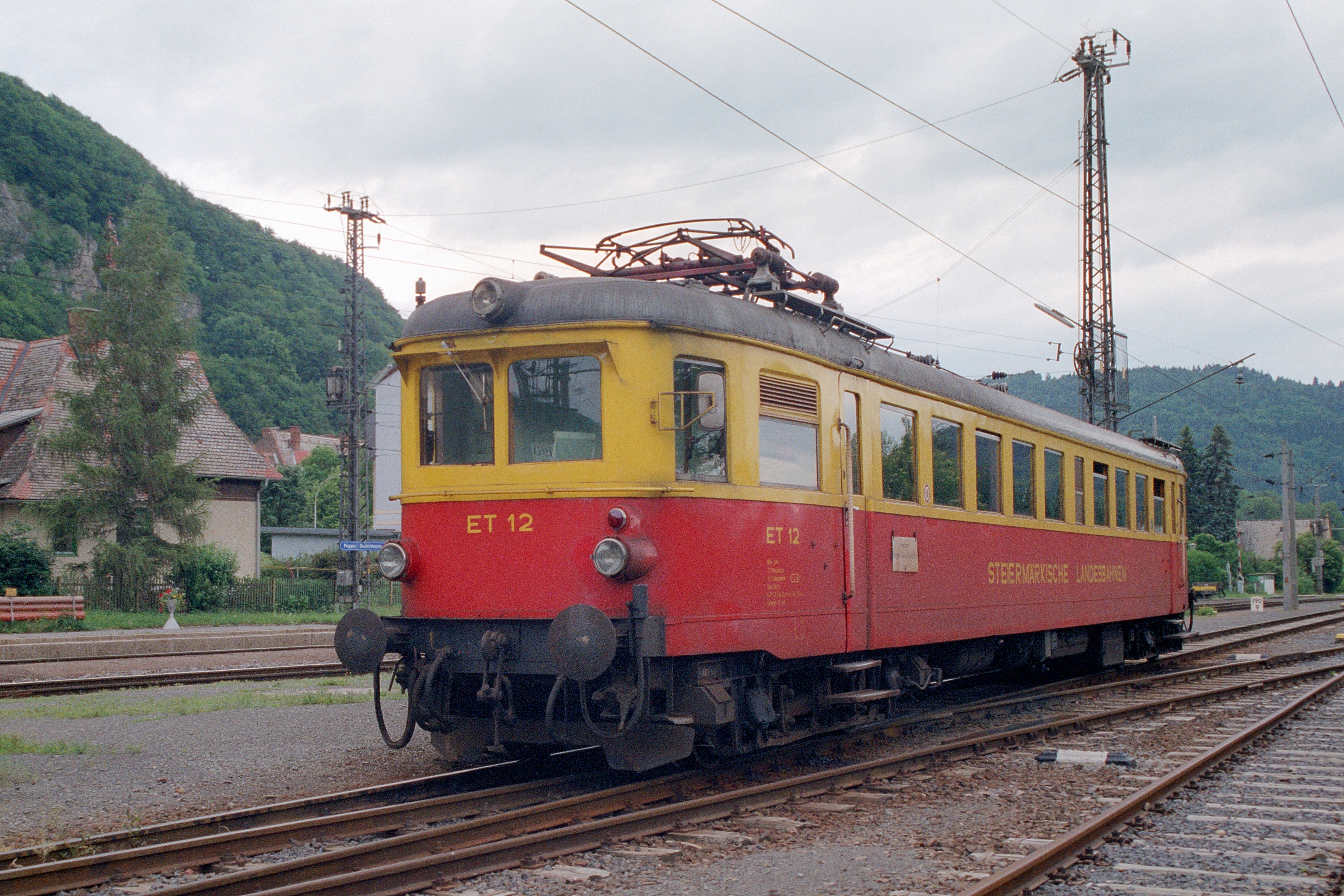
Ehemaliger 4042.02 als StLB ET 12 in Peggau-Deutschfeistritz (1992)
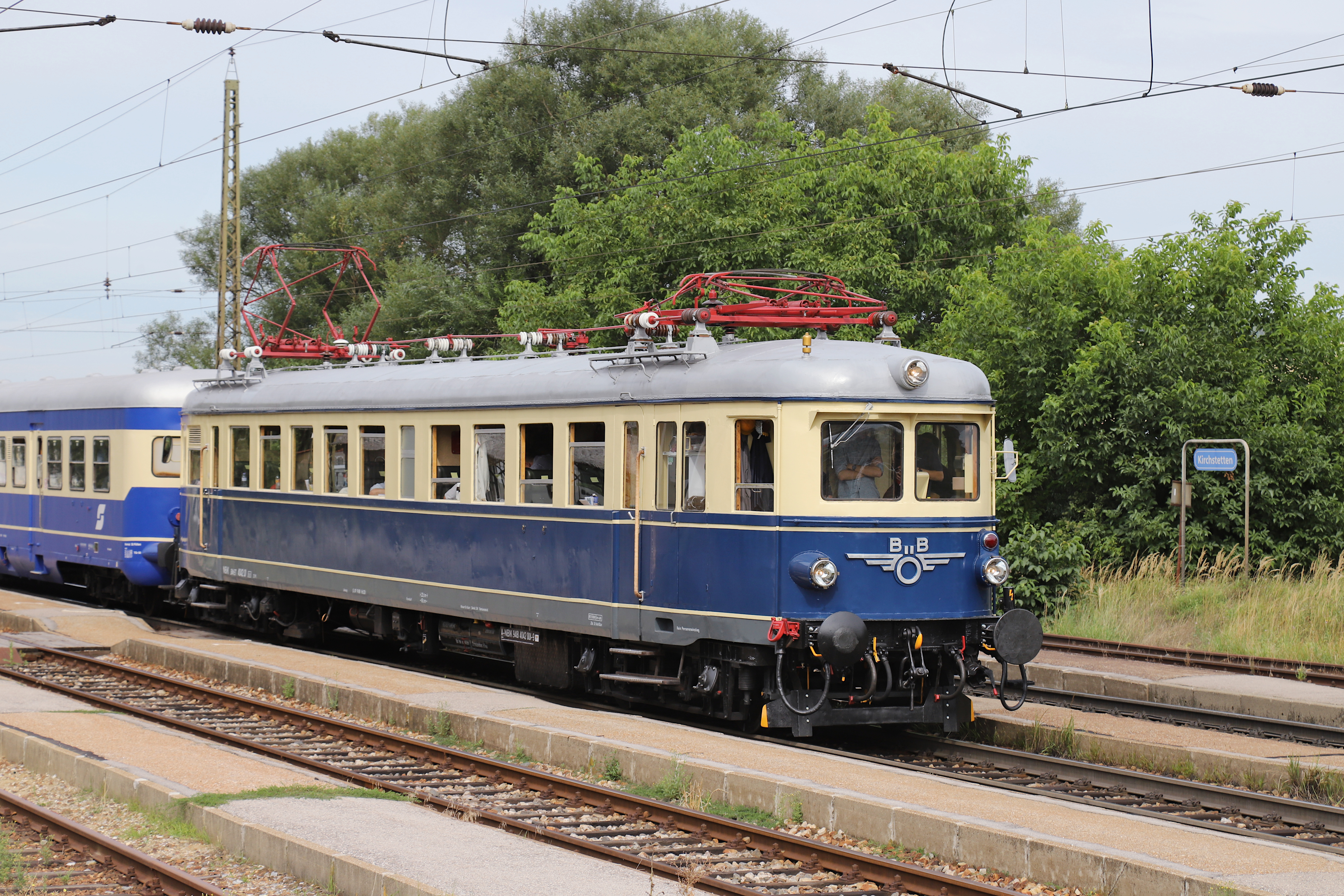
4042.01 als Museumsfahrzeug (2019)
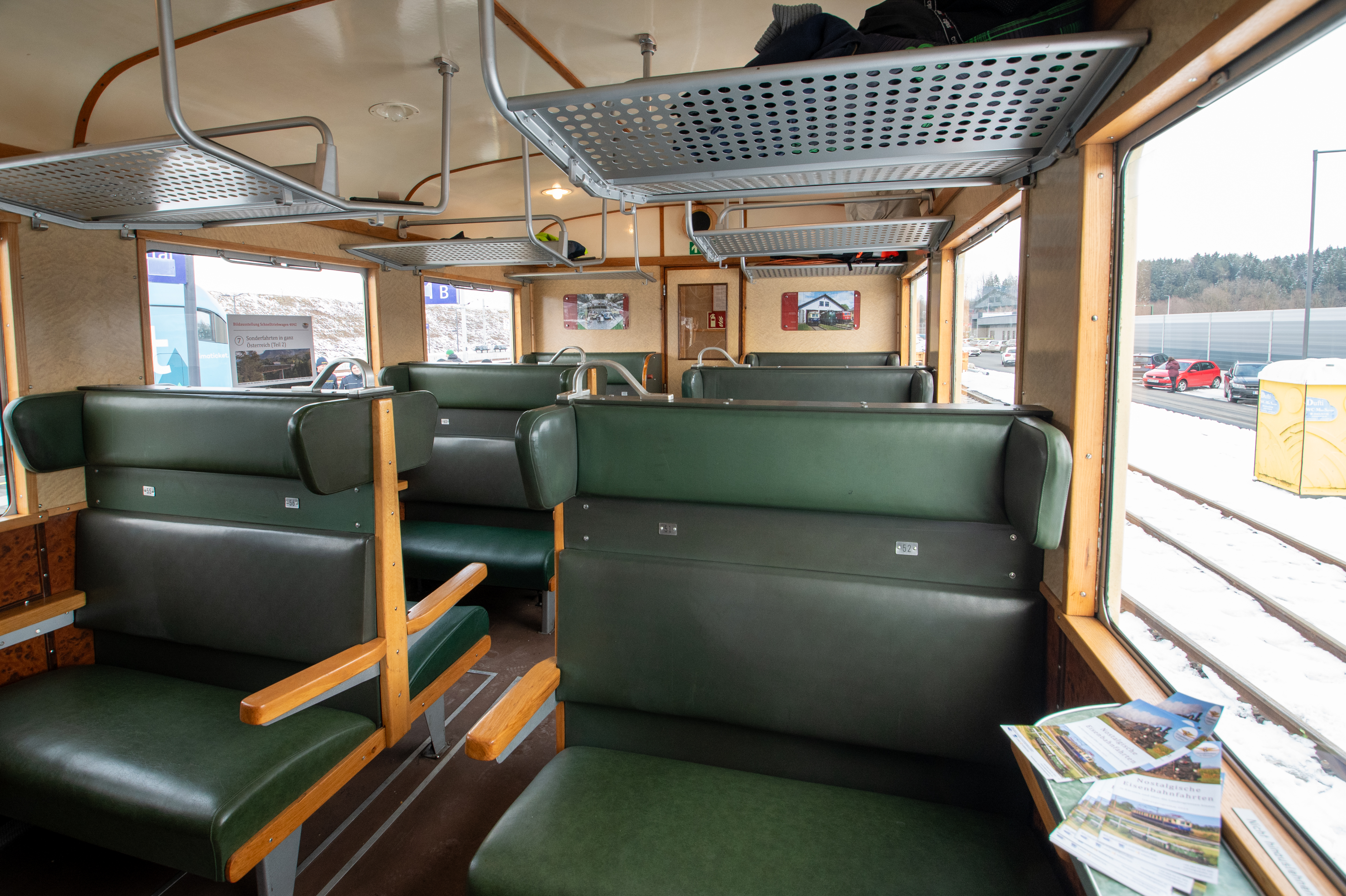
Innenansicht des 4042.01 (2023)

## Technik
Die elektrische Ausrüstung war unter ober- und unterhalb des Wagenkastens angeordnet und bestand aus einem Ölschalter, einem Transformator mit einer Dauerleistung von 320 kVA sowie einem halbautomatischen Nockenschaltwerk und zwei achtpoligen Reihenschlussmotoren mit 200 kW Leistung. Die Kühlung der Motoren erfolgte durch Eigenbelüftung, die Kühlluft wurde über eine oberhalb des Gepäckraumfensters angeordnete Jalousie angesaugt. 
Das Nockenschaltwerk wurde über fünf verschiedene Fahrschalterstellungen in 13 Fahrstufen durch einen 200 V-Stellmotor gesteuert. Die ET 11 erhielten eine wegabhängige Sicherheitsfahrschaltung sowie als erste BBÖ-Triebwagenreihe Druckluftbremsen.